# Dipoena lesnei
Dipoena lesnei là một loài nhện trong họ Theridiidae.
Loài này thuộc chi Dipoena. Dipoena lesnei được Eugène Simon miêu tả năm 1899.